# Johan Støa (sportif)
Pour les articles homonymes, voir Johan Støa.
Johan Støa, né le 13 juin 1900 à Hønefoss et mort le 29 octobre 1991 à Drammen, est un sportif norvégien. Réputé pour sa polyvalence, il remporte le Prix Egebergs Ærespris en 1926.

## Biographie
Johan Støa est né à Hønefoss. il passe son enfance dans cette ville et il travaille à la gare. Il fait du football au Fossekallen IF et de la boxe. En 1922, il est muté à la gare de Sundland (no), à proximité de Drammen. Il devient membre de Idrettsforeningen Hellas (no) et du Drafn où il fait la connaissance de Thorleif Haug.
En 1927, il remporte le titre dans le 30 km lors du Championnat de Norvège de ski de fond (no),. 
Il réalise en 1933 et 1934 la course Trondheim - Oslo à pied (no). 
Il est l'un des rares athlètes à avoir participé aux jeux olympiques d'été et d'hiver.

## Résultats

### Jeux olympiques d'été
| Épreuve / Édition | Épreuve / Édition | Amsterdam 1928 |
| ----------------- | ----------------- | -------------- |
| Athlétisme        | Marathon          | 36e            |

### Jeux olympiques d'hiver
| Épreuve / Édition | Épreuve / Édition | Saint Moritz 1928 |
| ----------------- | ----------------- | ----------------- |
| Ski de fond       | 50 km             | 8e                |